# Osvajač Zim
Osvajač Zim (orig. Invader Zim) je animirana humoristična ZF TV serija iz 2001. godine autora Jhonena Vasqueza, poznatog crtača i scenarista stripova. Zima odlikuju neobičan humor i mračan, ciničan stil, što je rezultiralo velikom bazom fanova među populacijom odraslih i starije djece.

## Glasovi
- Richard Steven Horovitz kao glas Zima
- Rikki Simmons kao glas GIR-a
- Andy Berman kao glas Diba
- Kevin McDonald i Wally Wingert kao glasovi Svemoćnih Najviših
- Mellissa Fahn kao glas Gaz

## O seriji

### Premisa
Zim je pripadnik svemirske rase Irk, koji su rangirani po svojoj fizičkoj visini, s glavnim zapovjednicima i vladarima Svemoćnim Najvišima (The Allmighty Tallest - najviši Irk u generaciji; u Zimovoj su dvojica točno iste visine poznati kao Crveni i Ljubičasti Najviši).
Irkovi su u prošlosti operacijom Nadolazeća propast 1 (Impending Doom One) pokušali pokoriti svemir, no Zimu je pošlo za rukom čak i prije početka misije uništiti pola vlastita planeta (iako su mu Najviši, kako bi ga se riješili, naredili da čuva krug nacrtan na tlu) - zbog toga je, tijekom operacije Nadolazeća propast 2, Zim poslan na tzv. "Planet ?", nepoznati kamenčić van svemira poznatog Najvišima, kako ne bi smetao. "Planet ?" je, dakako, Zemlja.
Zim svoj posao shvaća vrlo ozbiljno, iako služi kao predmet sprdnje svim najboljim Irkovima ratnicima (koji, zajedno s Najvišima, sjede pred ogromnim ekranom i promatraju kako nekoliko odabranih i Zim pokušavaju pokoriti planete za koje su zaduženi).
Zimu je, kao i svakom Irku na zadatku, dodijeljen SIR (Standard Information Retrieval) robot, opak, ubojit i visoko inteligentan stroj - ali Zimov SIR je, čini se, mentalno zaostao: pri prvom susretu predstavlja mu se s "Ja sam GIR, vama na usluzi," "A što znači to G u tvom imenu?" "Nemam pojma."

### Sinopsis
Od Zimova dolaska na Zemlju, svaka epizoda prikazuje njegov najnoviji plan za pokoravanje prljavih Zemljana, od kojih, dakako, niti jedan ne uspijeva, što zbog Zimove nesposobnosti, što zbog GIR-a, što zbog susjeda Diba koji jedini, čini se, shvaća da je Zim vanzemaljac (usprkos činjenici da se Zimova krinka sastoji samo od kontaktnih leća i perike). U zadnjoj epizodi, The Most Horrible X-Mas Ever, priča nas vodi dva milijuna godina u budućnost, gdje Zemlja još nije pokorena, što znači da Zim nikad nije uspio u svom naumu.

### Mjesto i vrijeme radnje
Radnja se odvija na Zemlji, u nedefiniranom tipičnom američkom gradiću; vrijeme radnje je vrlo bliska budućnost - otprilike ista kao sadašnjost, no s nekoliko sitnih futurističkih detalja (npr. u knjižnici Zim posuđuje diskove umjesto knjiga).

## Nagrade i nominacije
- Emmy, 2001.
  - nagrada za najbolju animaciju

## Vanjske poveznice
- Room With A Moose, polu-službene web-stranice
- [neaktivna poveznica]